# توم كوري
توم كوري (بالإنجليزية: Tom Currie)‏ هو لاعب كرة قدم ومدرب كرة قدم بريطاني في مركز الدفاع، ولد في 6 نوفمبر 1970 في Alexandria, West Dunbartonshire ‏ في المملكة المتحدة. لعب مع نادي كلايدبانك ‏.